# Herron (Montana)
Herron es un lugar designado por el censo ubicado en el condado de Hill en el estado estadounidense de Montana. En el Censo de 2010 tenía una población de 116 habitantes y una densidad poblacional de 9,55 personas por km².

## Geografía
Herron se encuentra ubicado en las coordenadas 48°32′3″N 109°46′18″O / 48.53417, -109.77167. Según la Oficina del Censo de los Estados Unidos, Herron tiene una superficie total de 12.15 km², de la cual 12.15 km² corresponden a tierra firme y (0%) 0 km² es agua.

## Demografía
Según el censo de 2010, había 116 personas residiendo en Herron. La densidad de población era de 9,55 hab./km². De los 116 habitantes, Herron estaba compuesto por el 89.66% blancos, el 0% eran afroamericanos, el 0.86% eran amerindios, el 0% eran asiáticos, el 0% eran isleños del Pacífico, el 5.17% eran de otras razas y el 4.31% pertenecían a dos o más razas. Del total de la población el 5.17% eran hispanos o latinos de cualquier raza.